# Miklósi-Mutschenbacher Ödön
Miklósi-Mutschenbacher Ödön (Anyakönyvezve: Mutschenbacher Zsigmond Ödön néven.) (Szekszárd, 1881. szeptember 10. – Szekszárd, 1942. április 18.) festőművész, illusztrátor, karikaturista.

## Életútja

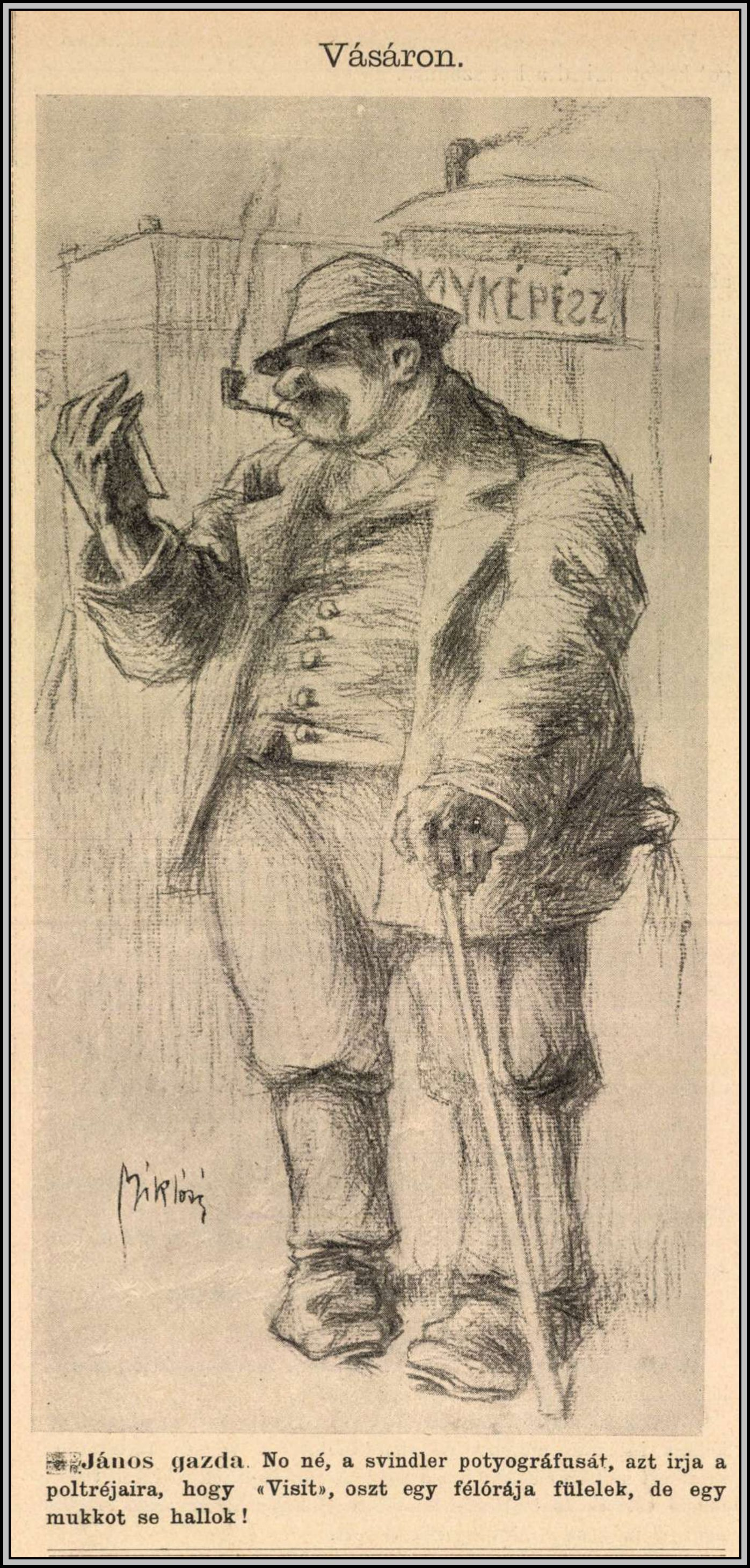
Miklósi-Mutschenbacher Ödön karikatúrája a Bolond Istókból, 1905

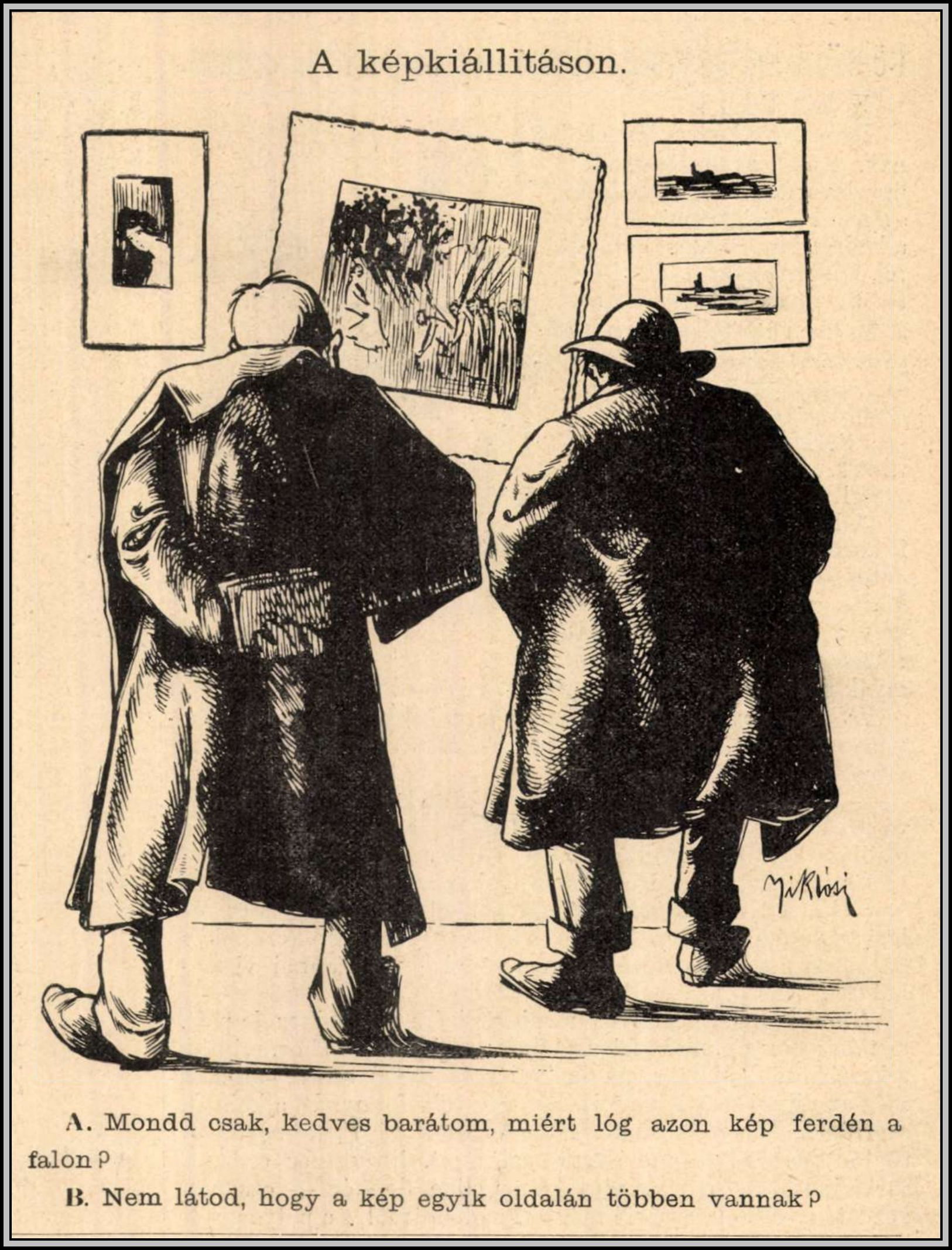
Miklósi-Mutschenbacher Ödön karikatúrája a Bolond Istókból, 1904

Mutschenbacher Ödön és Bartha Mária fiaként született. A budapesti Mintarajziskolában tanult, majd az Iparművészeti Főiskolán és 1907–1908-ban a Képzőművészeti Főiskolán képezte magát tovább. Mesterei Zemplényi Tivadar és Vajda Zsigmond voltak. Szekszárdon dolgozott. Képeit naturalista stílusban készítette olaj és pasztell technikával. 1905-től állított ki a Nemzeti Szalonban és a Műcsarnokban. Karikatúrái megjelentek a következő lapokban: Herkó Páter (1901–1903), Urambátyám (1902–13), Ejnye Be Jó (1903–1906), Falu Szája (Jászapáti, 1903), Bolond Istók (1903–1908), Magyar Herkó Páter (1904), Darázs (Székesfehérvár, 1904–1905), Zászlónk (1904–1905), Karikás (Debrecen, 1906–1907), Mátyás Diák (1907–1919), Ejnye Bejnye (1908), Fidibusz (1909–11), Pillangó (1909–11), Erdélyi Bakter (1910–12), Új Budapest (1911), Darázs (Székesfehérvár, 1912–14), Farsangi Újság (1913), Képes Újság (1915, Múlt és Jövő (1916). Termékeny grafikusként gyakran egy teljes vicclapot saját maga töltött meg rajzaival. 
Felesége Tóth Margit volt. Szekszárdon élt, előbb a „Szekszárd 31. számú" házban, majd idősebb korában a Felvidéki utca 1. szám alatt.
Az első világháború idején két évig Olaszországban, majd hosszabb ideig Hollandiában dolgozott. 1922-ben visszatért Magyarországra.
Kiváló portréfestő volt, az ország számos neves személyiségéről készített arcképet (a királyi család több tagjáról, Vass József miniszterről, Sztranyavszky Sándor belügyi államtitkárról, Salgótarján város megrendelésére a városháza üléstermébe idősebb Chorin Ferencről. Kiállításokon rendszeresen részt vett (Műcsarnok, Nemzeti Szalon), de külföldön is szerepelt (München, Hannover, Firenze, Hollandia). 
A Wosinsky Mór Megyei Múzeumban is több képét őrzik.
„A szekszárdi gazdák, festményeket vesznek – búzáért. Szekszárdon most nyílt meg Miklósi-Mutschenbacher Ödön képkiállítása, a melyen első kísérlet történt arra, hogy búzavalutában adják el a képeket. A művész még három év előtt teljes szegénységben élt és dolgozott Szekszárdon, míg egy napon munkaközben meglátta őt Jonkheer Beelaerts van Blokland, Hollandia vatikáni követe és mint portréfestőt azonnal Hollandiába vitte. Itt a diplomáciai kar és az udvar arcképfestője lett s a holland arisztokrácia szinte öntötte neki az aranyakat. Most hazajött Szekszárdra pihenni és a most már sokszoros milliomossá lett szegény festőben a magyarok is fölfedezték a tehetséget. Most kiállítás keretében mutatta be alkotásait, melyeket pár évvel ezelőtt még néhány száz koronáért is megvehettek volna. Akkor nem kellett. Ma a művész csak búzáért adja a műveit. És érdekes, hogy egyszerű kisgazdák 5–10 mázsa búzát adnak egy-egy kis képéért. A kiállítás első napjain 6 képe 25 mázsa búzáért kelt el darabonkínt. Egy földbirtokos pedig 50 mázsa búzáért rendelte meg a portréját. Miklósi-Mutschenbacher Ödön búzavalutás kísérlete úttörő a képkiállításokon, de egyben bizonyság is arra, hogy a magyar gazdákban van művészi érzék, csak ki kell váltani belőlük. Művészeink jól tennék, ha követnék a példát és vidéki kiállításokat rendezve, búzavalutára értékelnék át művészetüket.” (Budapesti Hírlap, 1923. július 5.  149. szám, 5. oldal.

## Szignói
Mutsenbacher Ödön, Mutsenbacher Dönci, M. Dönci, Miklósi Mutsenbacher Ödön, Miklósi Mö, Mim on és M., Miklósi